# Crocidiinae
Crocidiinae (лат.) — подсемейство двукрылых из семейства жужжал (Bombyliidae). Около 50 видов.

## Описание
Мелкие мухи жужжала (как правило менее 6 мм). Флагеллум состоит из двух или трёх члеников, щупики двухсегментные. Глаза самца голоптические, глазные фасетки меньше вентрально, чем дорсально. Лицо опушено; наличник не достигает усиков; пальпы двухсегментные, пальповая ямка присутствует; цибариум простой; задние тенториальные ямки округлые; посткраниум уплощённый или слегка опушенный; одна затылочная ямка; затылочные камеры отсутствуют (Desmatomyia) или частичные (Crocidium); задний край глаза простой; голова шире высоты. Крылья с тремя ветвями жилки Rs; М2 присутствует; анальная ячейка открыта; костальная жилка округлая; пропрестернум грушевидный; препрококсальный мостик отсутствует; тергальный фулкрум присутствует у Crocidium, отсутствует у Desmatomyia; анэпимерон, латеротергит и медиотергит голые; шпоры средних голеней присутствуют.

## Классификация и ареал
Включает 8 родов 50 видов. Ранее таксон рассматривался в ранге трибы Crocidiini в составе подсемейства Bombyliinae или в Desmatomyiinae. Включает неарктические роды Desmatomyia и Inyo, и семь родов, найденных в Неотропическом, Афротропическом и Палеарктическом регионах; Crocidium, Adelogenys, Apatomyza, Megaphthiria, Mallophthiria, Semiramis и Timiomyia. Таксоны Apatomyza и Mallophthiria представлены в коллекциях по единичным экземплярам. Халл (1973), очевидно, считал, что роды этого подсемейства родственными и поместил Desmatomyia в трибу Crocidiini из Bombyliinae.
- Apatomyza Wiedemann, 1820
- Crocidium Loew, 1860
- Desmatomyia Williston, 1895
- Inyo Hall & Evenhuis, 1987
- Mallophthiria Edwards, 1930
- Megaphthiria Hall, 1976 (Чили)[4]
- Semiramis Becker, 1912
- Timiomyia Evenhuis, 1978